# Baie de Vahsel
La baie de Vahsel est une baie de 11 km de large dans la zone ouest de la côte de Luitpold en Antarctique.
Cette baie accueille l'extrémité des glaciers Schweitzer et Lerchenfeld. Elle fut découverte par Wilhelm Filchner au cours de son expédition de 1911–1912. Au moment de sa découverte, Filchner la nomma ainsi en hommage au capitaine du navire de l'expédition le Deutschland, Richard Vahsel, qui perdit la vie au cours de ce voyage. Filchner renomma plus tard la baie Herzog Ernst Bucht après que d'importants blocs de glace eurent glissé dans la mer, découvrant ainsi une baie bien plus large, mais les explorateurs qui s'aventurèrent dans ses parages retinrent la désignation initiale de baie de Vahsel.